# Koldioxidavtryck
Koldioxidavtryck är en beräkning av den totala uppsättningen av utsläpp av växthusgaser (GHG) som orsakas av en organisation, händelse eller produkt. Ofta anges värdet i koldioxidekvivalenter, det vill säga hur mycket koldioxid, eller dess motsvarighet i andra växthusgaser som släpps ut. Koldioxidavtycket utgör i vissa fall en delmängd av det ekologiska fotavtrycket.